# 格里利鎮區 (堪薩斯州塞奇威克縣)
格里利鎮區（英語：Greeley Township）為美國堪薩斯州塞奇威克縣轄下的鎮區。2010年美国人口普查中此鎮區人口有1,035人。

## 地理
格里利鎮區涵蓋總面積為93.8平方（36.21平方英里），其中陸地面積為92.4平方（35.69平方英里），水域面積為1.3平方（0.52平方英里）或1.44%。海拔高度435（1,427英尺）。

## 人口統計
根據2010年美國人口普查，格里利鎮區人口有1,035人，其中男性有493人，女性有542人，人口密度為每平方公里11.04人，住房計443戶。鎮區內的白人有978人，非裔美國人有9人，美洲原住民有11人，亞裔美國人有3人，太平洋島裔美國人有0人，其他種族有17人，混血種族則有17人。此外鎮區內有44人為西班牙裔或拉丁裔美國人。此鎮區之年齡中位數為45.0歲，而男性年齡中位數為43.5歲，女性年齡中位數為46.8歲。

## 交通

### 主要公路
- 96號堪薩斯州州道